# Árjabhata (műhold)
Az Árjabhata atmoszférakutató műhold, India első űreszköze. Árjabhata indiai csillagászról nevezték el.

## Küldetése
A saját fejlesztésű technológia és a földi állomások (követés, adatvétel és -feldolgozás) működésének tesztelése. Az indiai űrkutatás technikai hátterének létrehozása.

## Jellemzői
Tervezte, építette és üzemeltette az Indiai Űrkutatási Szervezet (ISRO).
Megnevezései: Aryabhata–1; Aryabhata; ISS; Ariabata (Ариабата); Aryabhata (आर्यभट्ट); COSPAR: 1975-033A; Kódszáma: 7752.
1975. április 19-én a Kapusztyin Jar rakétakísérleti lőtérről, az LC–107/2 jelű indítóállványról egy Koszmosz–3M (GRAU-kódja: 11K65M) hordozórakétával állították alacsony Föld körüli pályára. A 96,3 perces, 57,5° inklinációjú, elliptikus pálya perigeuma 563 kilométer, apogeuma 619 kilométer volt.
Formája 26 lapú test, átmérője 1,4, magassága 1,16 méter, tömege 360 kilogramm. Az űreszköz felületét napelemek borították (46 W), éjszakai (földárnyék) energiaellátását kémiai akkumulátorok biztosították. Műszerei mikrogravitációs környezetben csillagászati, napenergiai, ionoszféra és napelem méréseket végeztek. Tervezett élettartama két év volt. Technikai okok miatt a 4. napon befejezte aktív szolgálatát. 1975. június 30-án részleges helyreállítás történt, adatszolgáltatása újra megkezdődött.
1992. február 11-én 6142 nap (16,82 év) után belépett a légkörbe és megsemmisült.

## Külső hivatkozások
- Aryabhata–1. lib.cas.cz. [2013. október 13-i dátummal az eredetiből archiválva]. (Hozzáférés: 2014. március 23.)
- Aryabhata–1. nasa.gov. (Hozzáférés: 2014. március 23.)
- Aryabhata–1. astronautix.com. (Hozzáférés: 2014. március 23.)
- Aryabhata–1. astronautix.com. (Hozzáférés: 2014. március 23.)
- Aryabhata–1. isro.org. (Hozzáférés: 2014. március 23.)
- Aryabhata–1. isro.org. [2012. december 5-i dátummal az eredetiből archiválva]. (Hozzáférés: 2014. március 23.)